# 堤伸輔
堤 伸輔（つつみ しんすけ、1956年（昭和31年）10月31日 -  ）は、日本の編集者、コメンテーター。新潮社学芸出版部編集委員、国際情報誌「フォーサイト」編集長を務めた。

## 来歴・人物
熊本県出身。1980年、東京大学文学部卒業後、新潮社に入社。日本テレビ社長の石澤顕は、大学の同級生であるだけでなく、高校の先生を「共有」した関係だった。
『週刊新潮』編集部、出版企画部などを経て、2004年7月から2009年まで『フォーサイト』編集長を務めた。また松本清張、塩野七生（『ローマ人の物語』）などの作家も担当。清張は10年にわたり担当し、20代で週刊誌の記者をしていて調べごとならお手の物だったこともあり、何かと取材を言いつかった。自社の連載や単行本だけでなく、ほかの出版社、新聞社、はては放送局のために清張が執筆する原稿にも、すべてと言っていいほど協力していた。2020年末を以って新潮社を退社。
2014年からは、『週刊BS-TBS報道部』（BS-TBS）を皮切りに、TBSグループが制作する報道・情報番組のコメンテーターを相次いで担う。BS-TBSでは『報道1930』、TBSテレビ系列の全国ネット番組では、『あさチャン!』、『まるっと!サタデー』などに出演した。